# Сантьяго Каньїсарес
Сантьяго Каньїсарес (ісп. Santiago Cañizares, нар. 18 грудня 1969, Мадрид) — іспанський футболіст, воротар. Насамперед відомий виступами за клуби «Реал Мадрид» та «Валенсія», а також національну збірну Іспанії.

## Клубна кар'єра
Вихованець футбольної школи клубу «Реал Мадрид».
У дорослому футболі дебютував 1989 року виступами за команду «Реал Мадрид Кастілья», в якій провів один сезон, взявши участь у 35 матчах чемпіонату. 
Згодом, з 1990 по 1994 рік, грав на правах оренди у складі клубів «Ельче», «Мерида» та «Сельта Віго».
Своєю грою в оренді привернув увагу представників тренерського штабу основного клубу «Реал Мадрид», до складу якого був включений 1994 року. Відіграв за королівський клуб наступні чотири сезони своєї ігрової кар'єри. За цей час двічі виборював титул чемпіона Іспанії, ставав володарем Суперкубка Іспанії та переможцем Ліги чемпіонів УЄФА.
1998 року перейшов до клубу «Валенсія», за який відіграв 10 сезонів. Більшість часу, проведеного у складі «Валенсії», був основним голкіпером команди. За цей час додав до переліку своїх трофеїв ще два титули чемпіона Іспанії, ставав дворазовим володарем Кубка Іспанії, володарем Суперкубка Іспанії, володарем Кубка УЄФА та володарем Суперкубка УЄФА. Завершив професійну кар'єру футболіста виступами за команду «Валенсія» у 2008 році

## Виступи за збірну
1993 року дебютував в офіційних матчах у складі національної збірної Іспанії. Протягом кар'єри у національній команді, яка тривала 14 років, провів у формі головної команди країни 46 матчів.
У складі збірної був учасником чемпіонату світу 1994 року у США, чемпіонату Європи 1996 року в Англії, чемпіонату світу 1998 року у Франції, чемпіонату Європи 2000 року у Бельгії та Нідерландах, чемпіонату Європи 2004 року у Португалії та чемпіонату світу 2006 року у Німеччині.

## Титули і досягнення

### Командні
- Чемпіон Іспанії (4):

«Реал Мадрид»:  1994–95, 1996–97
«Валенсія»:  2001–02, 2003–04
- Володар Кубка Іспанії (2):

«Валенсія»:  1998–99, 2007–08
- Володар Суперкубка Іспанії (2):

«Реал Мадрид»:  1997
«Валенсія»:   1999
- Переможець Ліги чемпіонів УЄФА (1):

«Реал Мадрид»:  1997–98
- Володар Кубка УЄФА (1):

«Валенсія»:  2003–04
- Володар Суперкубка УЄФА (1):

«Валенсія»:  2004
- Чемпіон Європи (U-16): 1986
- Олімпійський чемпіон: 1992

### Особисті
- Володар трофею Самори: 1992–93, 2000–01, 2001–02, 2003–04

| Дата       | Місто                | Господарі         | Результат | Гості                | Турнір                | Голи | Примітки |
| ---------- | -------------------- | ----------------- | --------- | -------------------- | --------------------- | ---- | -------- |
| 17-11-1993 | Севілья              | Іспанія           | 1 – 0     | Данія                | Відбір до ЧС 1994     | -    | 11'      |
| 19-1-1994  | Віго                 | Іспанія           | 2 – 2     | Португалія           | товариський матч      | -1   | 73'      |
| 2-6-1994   | Тампере              | Фінляндія         | 1 – 2     | Іспанія              | товариський матч      | -    | 60'      |
| 10-6-1994  | Монреаль             | Канада            | 0 – 2     | Іспанія              | товариський матч      | -    |          |
| 17-6-1994  | Даллас               | Південна Корея    | 2 – 2     | Іспанія              | ЧС 1994 - 1-й етап    | -2   |          |
| 30-11-1994 | Малага               | Іспанія           | 2 – 0     | Фінляндія            | товариський матч      | -    | 46'      |
| 18-1-1995  | Ла-Корунья           | Іспанія           | 2 – 2     | Уругвай              | товариський матч      | -    | 46'      |
| 22-2-1995  | Херес-де-ла-Фронтера | Іспанія           | 0 – 0     | Німеччина            | товариський матч      | -    | 46'      |
| 7-2-1996   | Лас-Пальмас          | Іспанія           | 1 – 0     | Норвегія             | товариський матч      | -    |          |
| 3-6-1998   | Сантандер            | Іспанія           | 4 – 1     | Північна Ірландія    | товариський матч      | -1   | 46'      |
| 5-9-1998   | Лімасол              | Кіпр              | 3 – 2     | Іспанія              | Відбір до ЧЄ 2000     | -3   |          |
| 23-9-1998  | Гранада              | Іспанія           | 1 – 0     | Росія                | товариський матч      | -    |          |
| 14-10-1998 | Тель-Авів            | Ізраїль           | 1 – 2     | Іспанія              | Відбір до ЧЄ 2000     | -1   |          |
| 18-11-1998 | Салерно              | Італія            | 2 – 2     | Іспанія              | товариський матч      | -2   | 83'      |
| 27-3-1999  | Валенсія             | Іспанія           | 9 – 0     | Австрія              | Відбір до ЧЄ 2000     | -    | 40'      |
| 31-3-1999  | Серравалле           | Сан-Марино        | 0 – 6     | Іспанія              | Відбір до ЧЄ 2000     | -    |          |
| 5-5-1999   | Севілья              | Іспанія           | 3 – 1     | Хорватія             | товариський матч      | -1   |          |
| 5-6-1999   | Вілярреаль           | Іспанія           | 9 – 0     | Сан-Марино           | Відбір до ЧЄ 2000     | -    |          |
| 18-8-1999  | Варшава              | Польща            | 1 – 2     | Іспанія              | товариський матч      | -1   | 73'      |
| 4-9-1999   | Відень               | Австрія           | 1 – 3     | Іспанія              | Відбір до ЧЄ 2000     | -1   |          |
| 8-9-1999   | Бадахос              | Іспанія           | 8 – 0     | Кіпр                 | Відбір до ЧЄ 2000     | -    | 78'      |
| 29-3-2000  | Барселона            | Іспанія           | 2 – 0     | Італія               | товариський матч      | -    | 46'      |
| 7-6-2000   | Люксембург           | Люксембург        | 0 – 1     | Іспанія              | товариський матч      | -    | 60'      |
| 18-6-2000  | Амстердам            | Словенія          | 1 – 2     | Іспанія              | ЧЄ 2000 - 1-й етап    | -1   |          |
| 21-6-2000  | Брюгге               | Югославія         | 3 – 4     | Іспанія              | ЧЄ 2000 - 1-й етап    | -3   |          |
| 25-6-2000  | Брюгге               | Іспанія           | 1 – 2     | Франція              | ЧЄ 2000 - чвертьфінал | -2   |          |
| 28-2-2001  | Бірмінгем            | Англія            | 3 – 0     | Іспанія              | товариський матч      | -1   | 64'      |
| 28-3-2001  | Валенсія             | Іспанія           | 2 – 1     | Франція              | товариський матч      | -1   |          |
| 25-4-2001  | Кордова (Іспанія)    | Іспанія           | 1 – 0     | Японія               | товариський матч      | -    | 75'      |
| 2-6-2001   | Ов'єдо               | Іспанія           | 4 – 1     | Боснія і Герцеговина | Відбір до ЧС 2002     | -1   |          |
| 6-6-2001   | Тель-Авів            | Ізраїль           | 1 – 1     | Іспанія              | Відбір до ЧС 2002     | -1   |          |
| 1-9-2001   | Валенсія             | Іспанія           | 4 – 0     | Австрія              | Відбір до ЧС 2002     | -    |          |
| 13-2-2002  | Барселона            | Іспанія           | 1 – 1     | Португалія           | товариський матч      | -    | 64'      |
| 27-3-2002  | Роттердам            | Нідерланди        | 1 – 0     | Іспанія              | товариський матч      | -1   |          |
| 17-4-2002  | Белфаст              | Північна Ірландія | 0 – 5     | Іспанія              | товариський матч      | -    | 73'      |
| 20-11-2002 | Гранада              | Іспанія           | 1 – 0     | Болгарія             | товариський матч      | -    | 46'      |
| 12-2-2003  | Лас-Пальмас          | Іспанія           | 3 – 1     | Німеччина            | товариський матч      | -    | 84'      |
| 30-4-2003  | Мадрид               | Іспанія           | 4 – 0     | Еквадор              | товариський матч      | -    | кап. 75' |
| 6-9-2003   | Гімарайнш            | Португалія        | 0 – 3     | Іспанія              | товариський матч      | -    | 66'      |
| 18-2-2004  | Барселона            | Іспанія           | 2 – 1     | Перу                 | товариський матч      | -    | 46'      |
| 31-3-2004  | Хіхон                | Іспанія           | 2 – 0     | Данія                | товариський матч      | -    | 76'      |
| 28-4-2004  | Генуя                | Італія            | 1 – 1     | Іспанія              | товариський матч      | -    | 77'      |
| 5-6-2004   | Хетафе               | Іспанія           | 4 – 0     | Андорра              | товариський матч      | -    | 31' 61'  |
| 18-8-2004  | Лас-Пальмас          | Іспанія           | 3 – 2     | Венесуела            | товариський матч      | -2   |          |
| 7-6-2006   | Женева               | Іспанія           | 2 – 1     | Хорватія             | товариський матч      | -    | 46'      |
| 23-6-2006  | Кайзерслаутерн       | Саудівська Аравія | 0 – 1     | Іспанія              | ЧС 2006 - 1-й етап    | -    |          |
| Усього     |                      | Матчів            | 46        |                      | Голів                 | -26  |          |